# Chiefland (Florida)
Chiefland es una ciudad ubicada en el condado de Levy en el estado estadounidense de Florida. En el Censo de 2010 tenía una población de 2245 habitantes y una densidad poblacional de 139,69 personas por km².

## Geografía
Chiefland se encuentra ubicada en las coordenadas 29°29′22″N 82°51′59″O / 29.48944, -82.86639. Según la Oficina del Censo de los Estados Unidos, Chiefland tiene una superficie total de 16.07 km², de la cual 16.07 km² corresponden a tierra firme y (0%) 0 km² es agua.

## Demografía
Según el censo de 2010, había 2245 personas residiendo en Chiefland. La densidad de población era de 139,69 hab./km². De los 2245 habitantes, Chiefland estaba compuesto por el 61.51% blancos, el 30.69% eran afroamericanos, el 0.27% eran amerindios, el 1.69% eran asiáticos, el 0% eran isleños del Pacífico, el 2.36% eran de otras razas y el 3.47% pertenecían a dos o más razas. Del total de la población el 6.59% eran hispanos o latinos de cualquier raza.